# Serdiški breg
Serdiški breg oder Rdeči breg ist ein 416 m. i. J. hoher Hügel im Goričko in der slowenischen Region Prekmurje. Er bildet nach dem benachbarten Sotinski breg (Stadelberg) die zweithöchste Erhebung der Regionen Prekmurje und Pomurska.

## Lage und Umgebung
Der Serdiški breg liegt etwa 1300 m südöstlich der Dreiländerecke Steiermark/Burgenland/Slowenien nahe der österreichischen Grenze. Er befindet sich in den Ortsteilen Ocinje und Serdica der Gemeinde Rogašovci. Im Osten trennt der Einschnitt der Ledava die Erhebung vom Sotinski breg (418 m). Während Süd- und Südosthang weitgehend besiedelt und, etwa für den Weinbau, landwirtschaftlich genutzt sind, ist die Nordseite bei Kalch (Gemeinde Neuhaus am Klausenbach) vollständig waldbedeckt. Der auf österreichischer Seite liegende Rotterberg (slowenisch Kefašev breg) erreicht eine Höhe von 408 m ü. A. Der Hügel ist Teil des trilateralen Naturparks Raab-Őrség-Goričko.

## Geologie und Geomorphologie
Geologisch liegt der Serdiški breg am Ostrand der Grazer Bucht, die von tertiären Sedimenten bestimmt wird. Wie der benachbarte Stadelberg ist auch der Serdiški breg Teil eines in der österreichischen Literatur als „Neuhauser Schieferinsel“ beschriebenen geologischen Fensters. Er besteht somit hauptsächlich aus paläozoischen Schiefern, die laut Helmut Flügel der Sausal-Gruppe angehören.
Durch das wenig verwitterungsanfällige Gestein blieb ein Plateaucharakter erhalten. Der Name „Rdeči breg“ (wörtlich Roter Hügel) leitet sich vom rötlichen Boden ab, der auf dem sogenannten Stadelberg-Niveau durch das Auftreten von Tonschiefern bedingt ist.
Der südöstlich vorgelagerte Hügel Črešnjevec (311 m) ist durch einen Bachlauf vom Serdiški breg getrennt, der möglicherweise ähnlich wie die Ledava-Schlucht aus einer Störung resultiert.

## Tourismus
Vor den ersten geodätischen Vermessungen hielt man den Serdiški breg für die höchste Erhebung des Goričko.
Ein vom Tourismusverband Rogašovci errichtetes Chalet am Plateau hat an Wochenenden geöffnet und ist sowohl auf einer Asphaltstraße als auch über Wanderwege erreichbar. Wie auch der Sotinski breg liegt der Hügel an der Via Pomurje (Pomurska Planinska Pot), einem rund 300 km langen Weitwanderweg durch die Region Pomurska. An der Außenseite des Chalets befindet sich ein Kontrollstempel. In unmittelbarer Nähe steht am höchsten Punkt des Berges ein 1995 errichteter Obelisk aus Holz. 

## Bilder

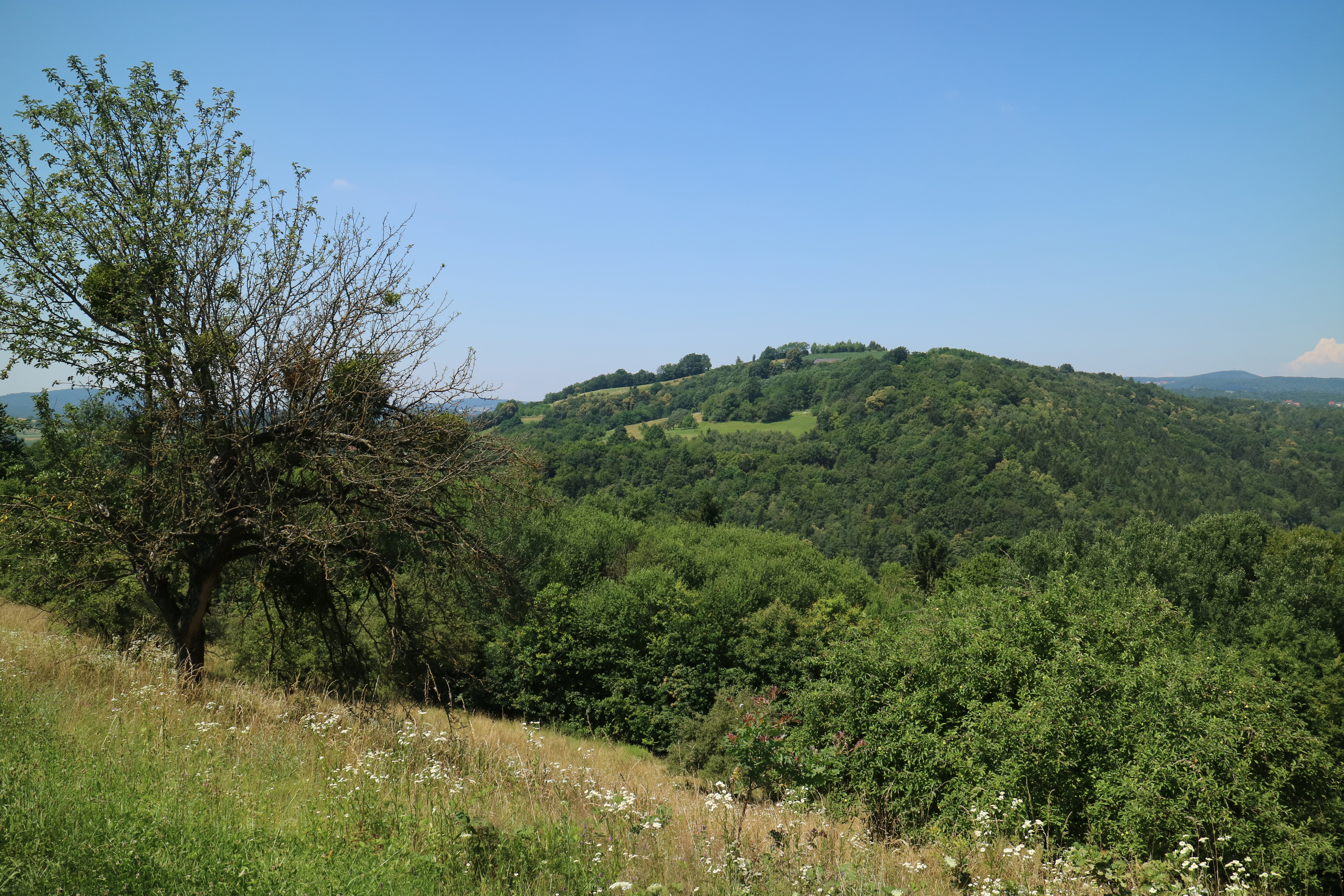
Ansicht von Osten
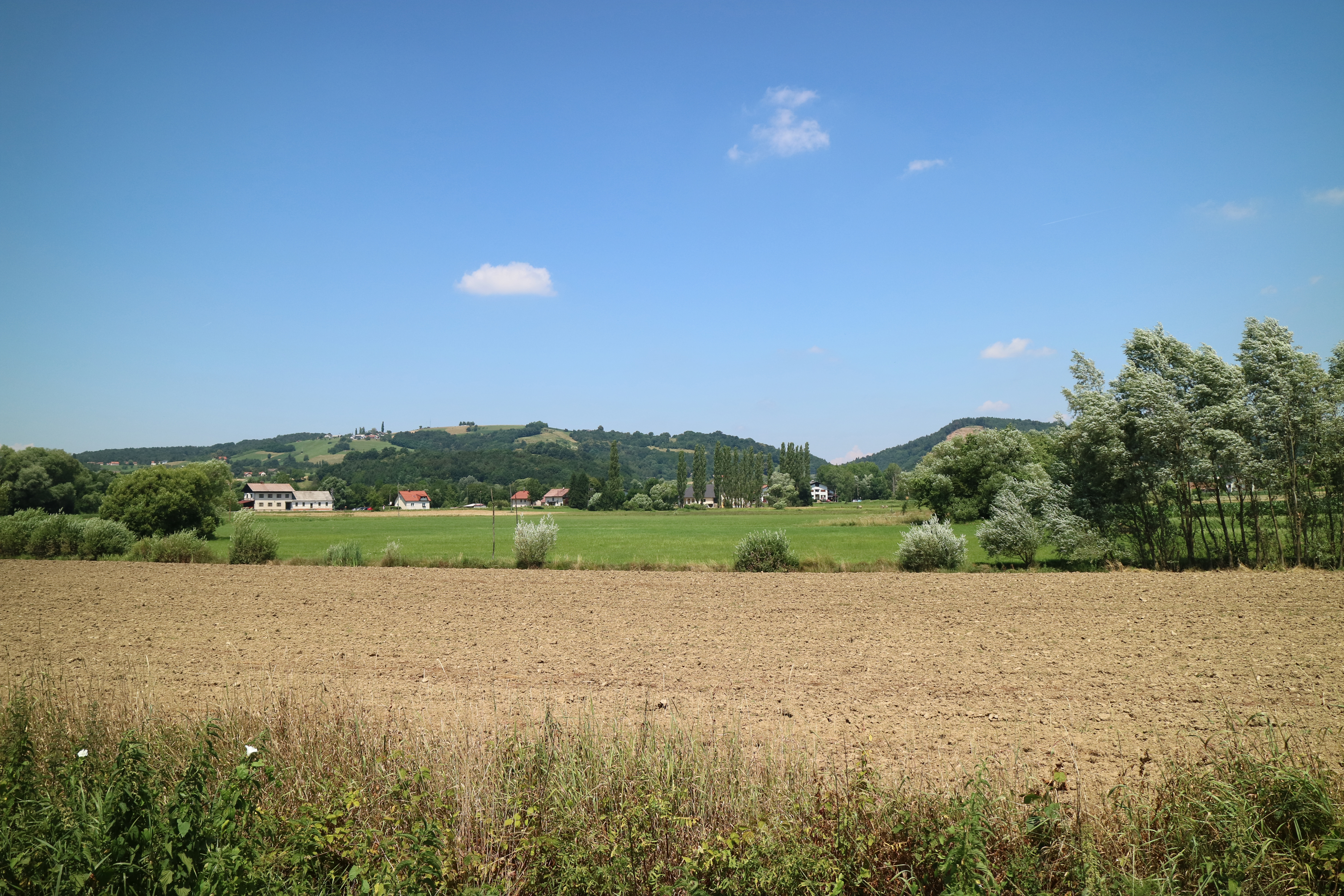
Ansicht aus dem Ledava-Tal
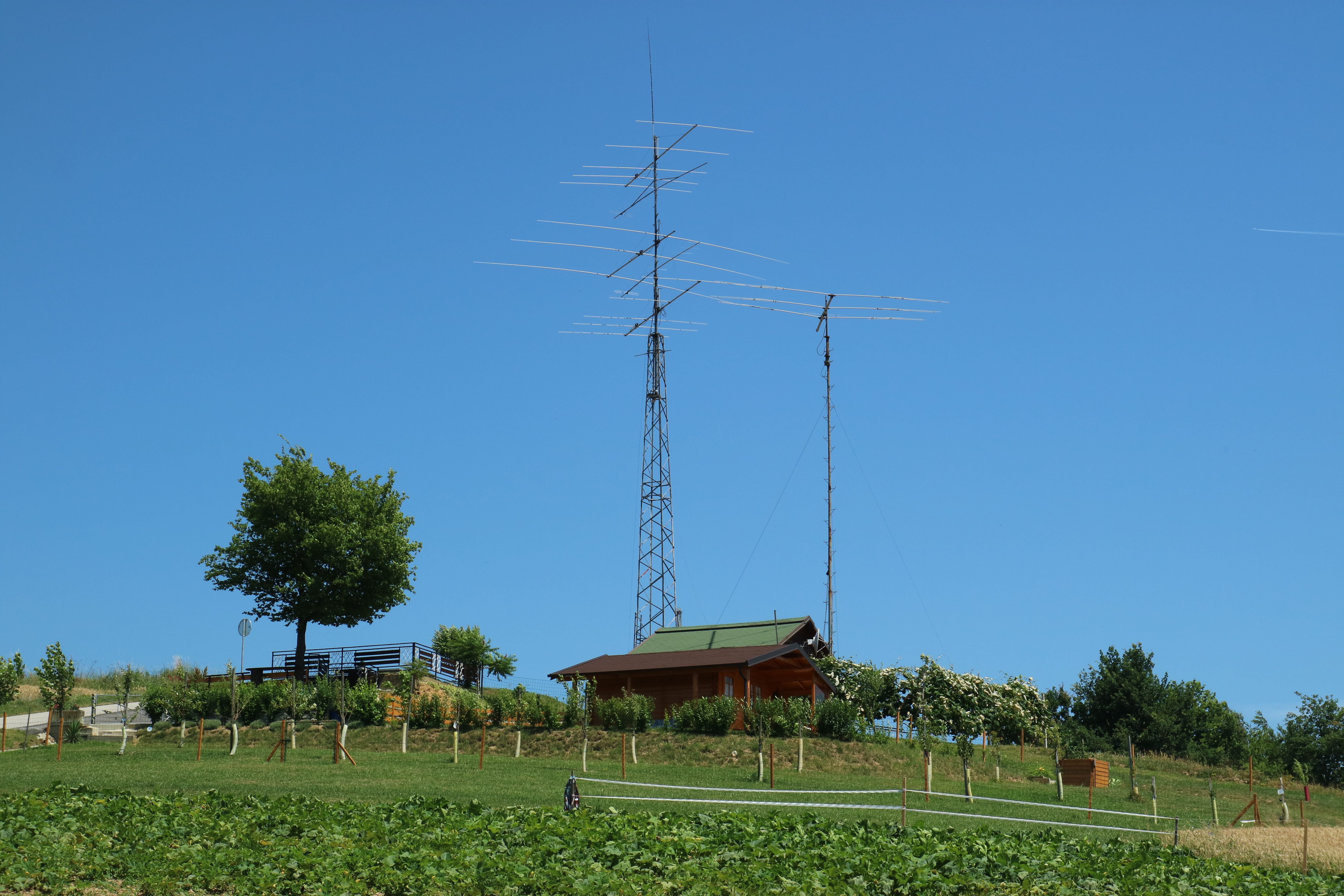
Ferienhaus
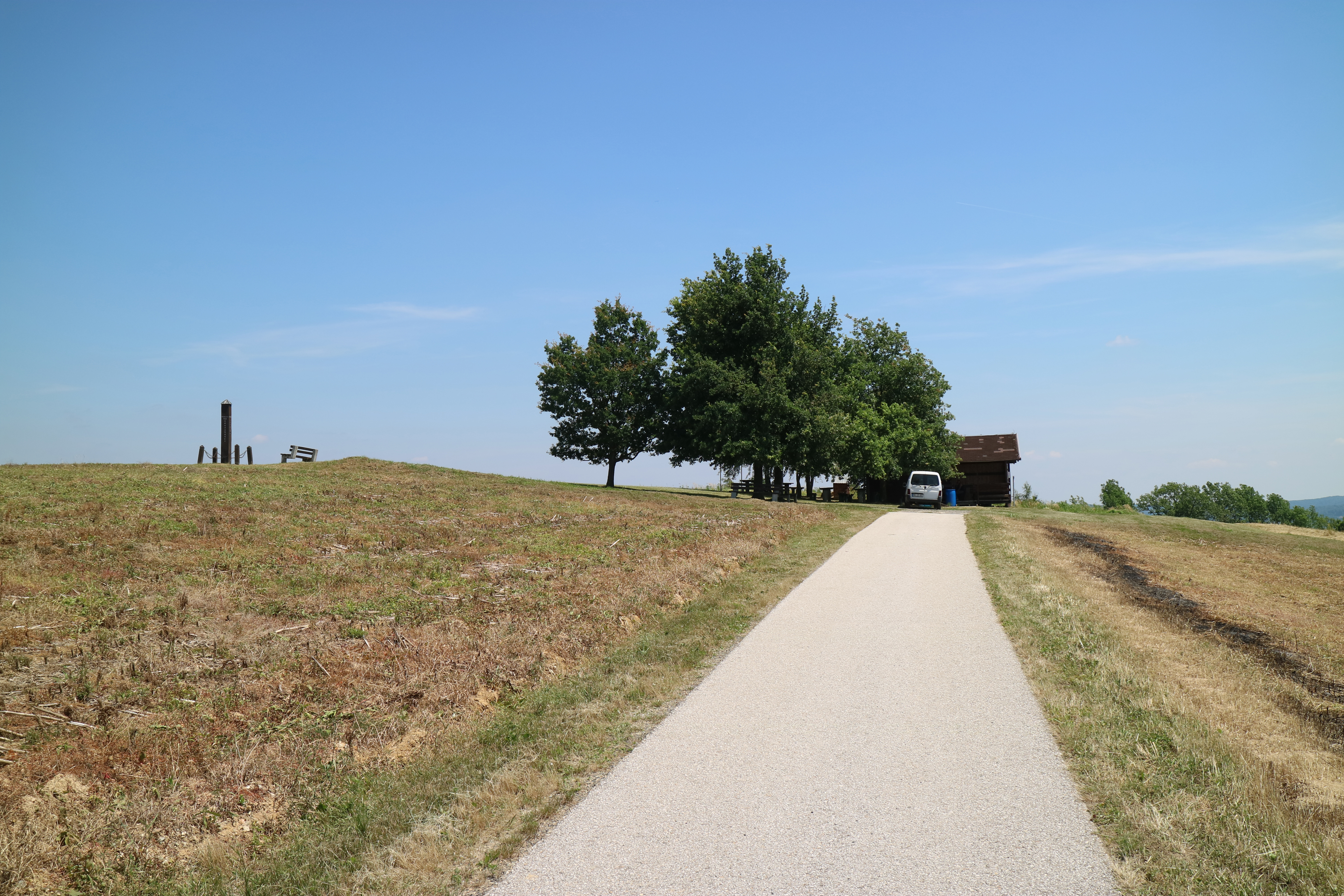
Gipfel mit Chalet
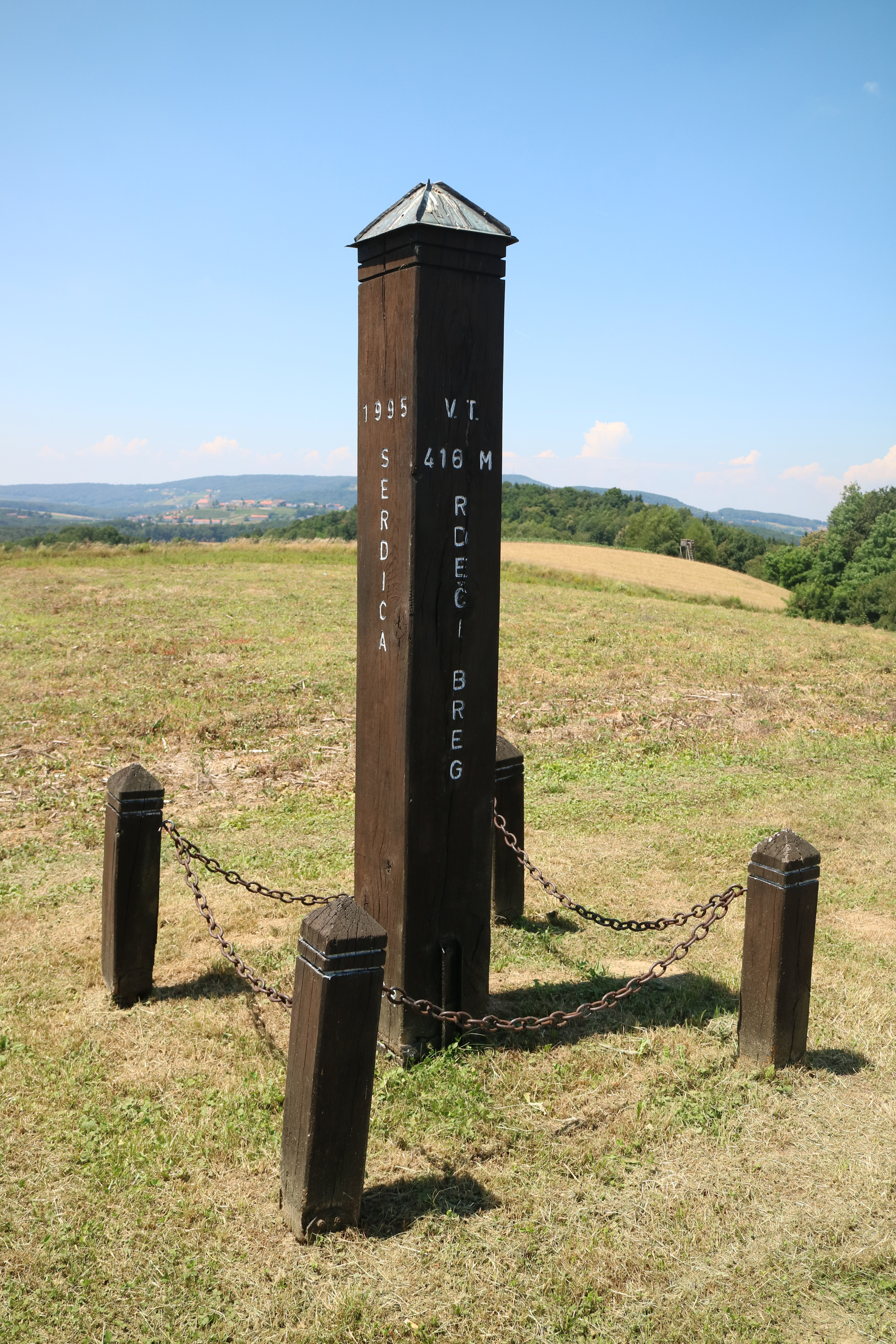
Gipfelobelisk
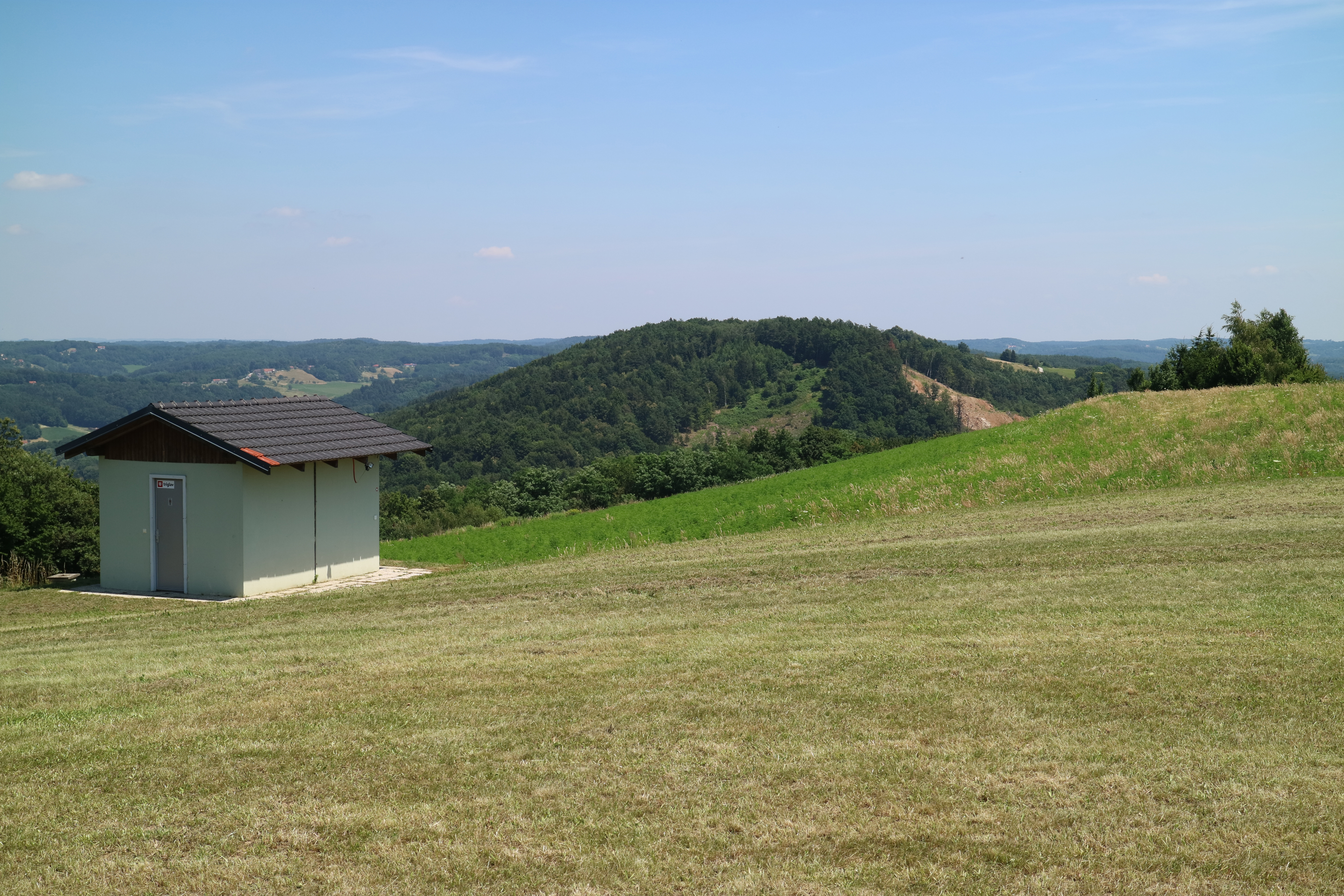
Blick zum Sotinski breg
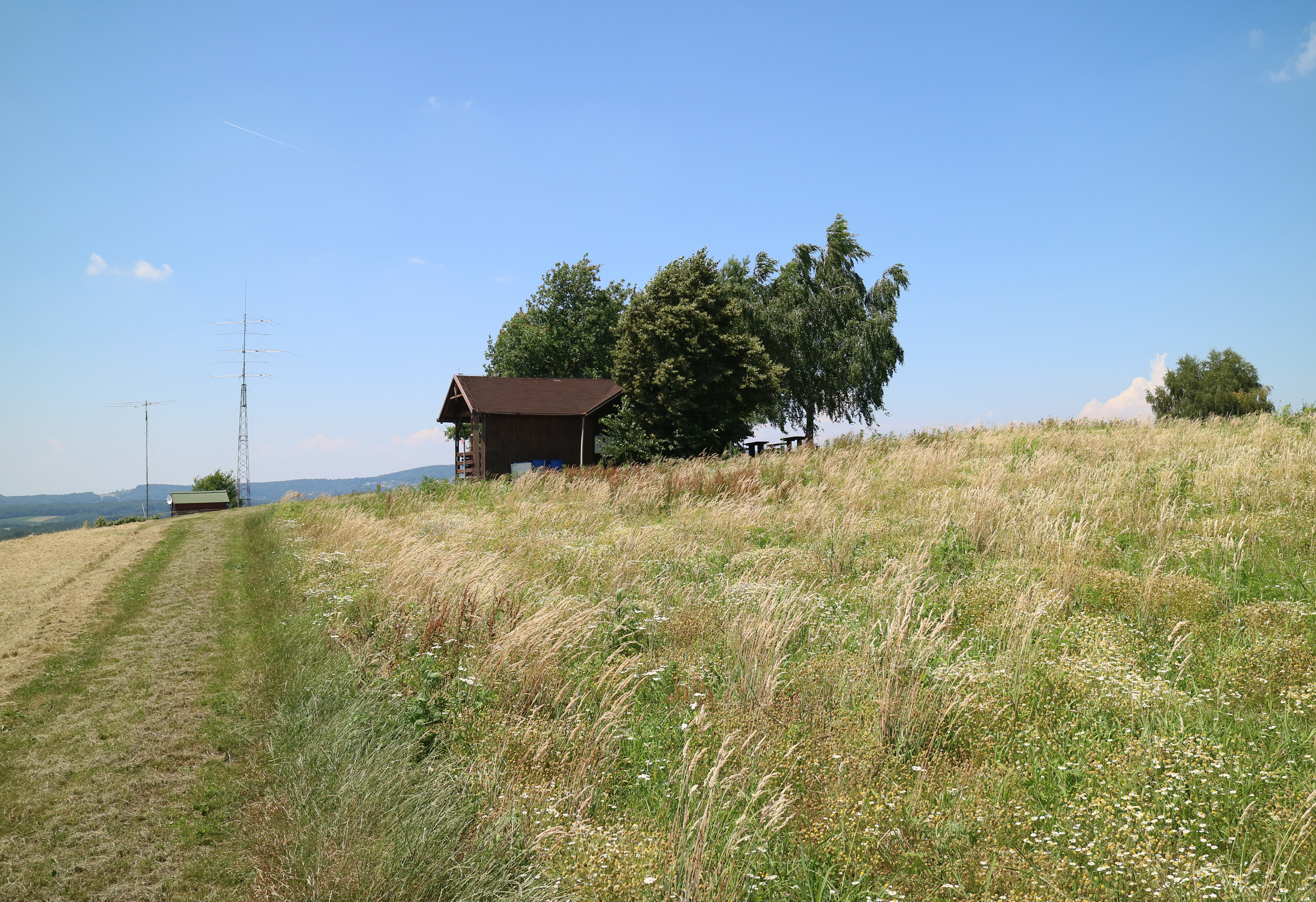
Via Pomurje